# Adelaide Clemens
Adelaide Judie Clemens(Brisbane, 30 de novembro de 1989), é uma atriz australiana. Foi nomeada para um Logie Awards em 2008 por seu papel na série de televisão Love My Way. Em 2012, ela interpretou Valentine Wannop na adaptação da BBC Parade's End , ao lado de Benedict Cumberbatch. Clemens também apareceu em X-Men Origins: Wolverine , The Great Gatsby, e interpretou Heather Mason no filme de terror Silent Hill: Revelation 3D,recentemente ela estrela a série de televisão Rectify.

## Filmes
| Ano  | Título                     | Pale              | Notas |
| ---- | -------------------------- | ----------------- | ----- |
| 2009 | X-Men Origins: Wolverine   |                   |       |
| 2010 | At the Tattooist           | Kelly             |       |
| 2010 | Wasted on the Young        | Xandrie           |       |
| 2011 | Vampire                    | Ladybird          |       |
| 2011 | Certainty                  | Deb Catalano      |       |
| 2012 | Camilla Dickinson          | Camilla Dickinson |       |
| 2012 | Generation Um...           | Mia               |       |
| 2012 | No One Lives               | Emma              |       |
| 2012 | Silent Hill: Revelation 3D | Heather Mason     |       |
| 2013 | The Great Gatsby           | Catherine         |       |
| 2015 | The World Made Straight    | Lori              |       |
| 2015 | The Automatic Hate         | Alexis Green      |       |
| 2017 | Rabbit                     | Maude Ashton      |       |

## Televisão
| ano       | Título                                    | papel                  | Notas                       |
| --------- | ----------------------------------------- | ---------------------- | --------------------------- |
| 2006      | Blue Water High                           | Juliet                 | Episódio 2.5                |
| 2007      | Pirate Islands: The Lost Treasure of Fiji | Alison                 | 13 Episódios                |
| 2007      | Love My Way                               | Harper                 | 8 Episódios                 |
| 2008      | Out of the Blue                           | Fiona                  | Episódio 1.37               |
| 2008      | Dream Life                                | Rose                   | Tele-filme                  |
| 2009      | All Saints                                | Stephanie              | Episódio: "Give and Take 2" |
| 2010      | The Pacific                               | Registrar Girl         | Episódio: "Home"            |
| 2010      | Lie to Me                                 | Megan Cross            | Episódio: "The Royal We"    |
| 2012      | Parade's End                              | Valentine Wannop       | Mini-série                  |
| 2013–2016 | Rectify                                   | Tawney Talbot          | Papel principal             |
| 2014      | Parer's War                               | Elizabeth Marie Cotter | Tepl-filme                  |
| 2018      | Voltron: Legendary Defender               | Merla (voz)            | 8.ª temporada               |